# Charles Drake
Pour les articles homonymes, voir Drake.

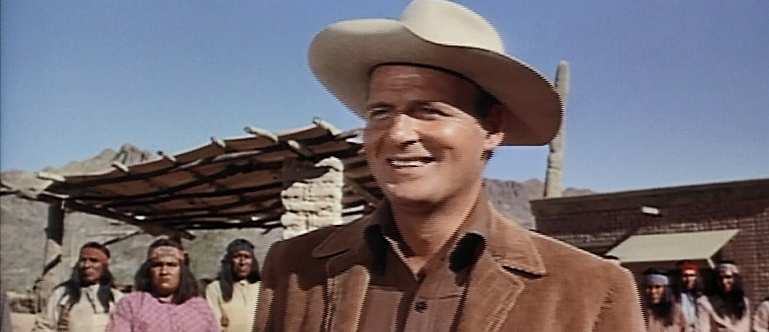
Charles Drake dans L'Homme de San Carlos.

Charles Drake (New York, 2 octobre 1917 - East Lyme, 10 septembre 1994) est un acteur américain.

## Biographie
Charles Drake est un acteur américain né Charles Ruppert le 2 octobre 1917, à New York. Diplômé de Nichols College en 1937, il est vendeur avant de devenir comédien en 1939 dans des petites productions théâtrales. Il prend alors le pseudonyme de Drake Charles et réussit à décrocher un contrat avec la Warner Brothers. M. Drake était arrivé à Hollywood à la fin des années 1930 après avoir été découvert dans un concours de talents parrainé par R.K.O. Studios. Il a eu du succès pratiquement dès le début, apparaissant dans 13 rôles en un peu plus d'un an, dont  dans "Le Bossu de Notre Dame", mettant en vedette Charles Laughton.
Drake commence son apprentissage dans de petits rôles souvent non rémunérés : Quasimodo (1939), Le Faucon maltais (1941), L'Homme qui vint dîner (1942), Une femme cherche son destin (1942), Sergent York (1941), et La Glorieuse Parade (1942). Son service militaire en guerre interrompt sa carrière en 1943 après le tournage de Air Force. En 1945, il retourne à Hollywood mais, son contrat avec Warner Bros n'étant pas renouvelé, il ne tourne que trois films en deux ans..
Il est finalement engagé par Universal. Il tourne souvent mais des rôles encore un peu standardisés. Il joue notamment le Dr Sanderson dans Harvey (1950), le héros de Héritiers, strychnine et compagnie (en) (1951) et le copain lâche de Shelley Winters dans Winchester '73 (1950). Il devient également acteur de premier plan de soutien dans les westerns et des films de guerre d’Audie Murphy, qui est devenu un ami. En 1955, Drake tourne pour la télévision : il est l'un des joueurs de stock-entreprise sur Montgomery Presents Robert (1950) et deux ans plus tard, il est l'hôte de la série d'espionnage hebdomadaire de la télévision britannique : Rendez-vous (jusqu’en 1957).
Bien qu'il ait joué dans plus de 80 films (surtout dramatiques) entre les années 1939 et 1975, il n'est pas devenu une star. Il a continué comme acteur plutôt discret dans les années 1960 et est apparu dans des rôles peu valorisants comme dans Les Lycéennes (1961) et La Vallée des poupées (1967), tout en interprétant tout de même, de temps en temps, quelques personnages intéressants, comme dans L'arrangement de Kazan (1969) et The Seven Minutes de Meyer (1971). Dans les années 1960, il est également le commandant George Stocker dans la série Star Trek.
Il termine sa carrière à la télévision avant de prendre sa retraite en 1975.
Il a eu deux filles, Cathy Ann Drake et Chris Elise Richardson. Il est mort en 1994, à l'âge de 76 ans, à son domicile, des suites d'une longue maladie, a déclaré le salon funéraire Fulton-Theroux de New London, dans le Connecticut.

## Filmographie partielle
- 1939 : Career de Leigh Jason
- 1939 : Quasimodo (The Hunchback of Notre-Dame) de William Dieterle
- 1941 : Nuits joyeuses à Honolulu (Navy Blues) de Lloyd Bacon : l'agent d'inspection (non crédité)
- 1941 : Le Faucon maltais (The Maltese Falcon) de John Huston
- 1941 : Sergent York de Howard Hawks
- 1942 : Larceny, Inc. de Lloyd Bacon : conducteur
- 1942 : L'Homme qui vint dîner (The Man Who Came to Dinner) de William Keighley
- 1942 : Une femme cherche son destin (Now, Voyager) d'Irving Rapper
- 1942 : Wings for the Eagle de Lloyd Bacon : le client (non crédité)
- 1943 : Air Force de Howard Hawks : Navigateur
- 1945 : La mort n'était pas au rendez-vous (Conflict) de Curtis Bernhardt : Professeur Norman Holsworth
- 1945 : Le Prix du bonheur  (You Came Along) de John Farrow
- 1946 : Tragique Rendez-vous (Whistle Stop) de Léonide Moguy : Ernie
- 1946 : Une nuit à Casablanca (A Night in Casablanca) d'Archie Mayo : Lt. Pierre Delmar
- 1948 : The Tender Years, de Harold D. Schuster
- 1950 : Harvey de Henry Koster : Dr Sanderson
- 1950 : Winchester '73 d'Anthony Mann : Steve Miller
- 1950 : Sur le territoire des Comanches (Comanche Territory) de George Sherman : Stacey Howard
- 1950 : J'étais une voleuse (I was a shoplifter) de Charles Lamont
- 1951 : Héritiers, strychnine et compagnie (en) (You never can tell) de Lou Breslow
- 1953 : À l'assaut du Fort Clark (War Arrow) de George Sherman : Sergent Luke Schermerhorn
- 1953 : Démasqué (The Lone Hand) de George Sherman
- 1954 : Romance inachevée (The Glenn Miller Story) d'Anthony Mann : Don Haynes
- 1954 : Le Maître du monde (Tobor the Great) de Lee Sholem : docteur Ralph Harrison
- 1955 : Tout ce que le ciel permet (All That Heaven Allows) de Douglas Sirk : Mick Anderson
- 1955 : L'Enfer des hommes (To Hell and Back) de Jesse Hibbs : Brandon
- 1955 : La Maison sur la plage (Female on the Beach) de Joseph Pevney : Lieutenant Galley
- 1956 : Le Prix de la peur (The Price of Fear) d'Abner Biberman
- 1956 : L'Homme de San Carlos ( Walk the Proud Land ) de Jesse Hibbs
- 1957 : Femmes coupables (Until They Sail) de Robert Wise : Capitaine Richard Bates
- 1959 : Une balle signée X (No Name on the Bullet) de Jack Arnold :  Dr Luke Canfield
- 1961 : Histoire d'un amour (Back Street) de David Miller : Curt Stanton
- 1961 : Les Lycéennes (Tammy Tell Me True) d'Harry Keller
- 1963 : Le Collier de fer (Showdown) de R. G. Springsteen : Bert Pickett
- 1964 : Pleins phares (The Lively Set) de Jack Arnold
- 1965 : Le Témoin du troisième jour (The Third Day), de Jack Smight
- 1967 : La Vallée des poupées (Valley of the Dolls) de Mark Robson : Kevin Gillmore
- 1967 : Star Trek (série TV) : épisode Les Années noires : Commodore Stocker
- 1969 : L'Arrangement (The Arrangement) d'Elia Kazan
- 1969 : Le Virginien (TV) saison 8 épisode 13 (A woman of stone) : Milo Cantrell
- 1970 : Le Virginien (TV) saison 9 épisode 03  (Jenny) : Randolph
- 1971 : The Seven Minutes de Russ Meyer
- 1972 : L'Enterrée vive (The Screaming Woman) de Jack Smight (Téléfilm) : Ken Bronson
- 1973 : Hail, Hero! de David Miller : Sénateur Murchiston